# Kurgansol
Kurgansol ist eine Festungsanlage im Süden Usbekistans, die Alexander der Große während seines Feldzuges in Baktrien errichten ließ.

## Historischer Hintergrund
In den Jahren 328 v. Chr. und 327 v. Chr. unterwarf Alexander der Große erst Baktrien und zog dann gegen Sogdien. Die Unterwerfung Sogdiens wurde durch den sogenannten sogdischen Aufstand erschwert, konnte aber im Sommer 327 v. Chr. nach dem Tod des Anführers des Aufstandes, Spitamenes, abgeschlossen werden. Während dieses Feldzugs in Zentralasien errichteten die Makedonier im Jahr 328 v. Chr. die Festung Kurgansol in der Nähe des heutigen Baysun auf einem Felsplateau. Die Anlage wurde erst in den 2000er-Jahren unter Beteiligung von Archäologen des Deutschen Archäologischen Instituts (DAI) wiederentdeckt.

## Anlage
Die kreisrunde Festung mit einem inneren Durchmesser von circa 30 Metern war von einer vier Meter dicken Mauer aus Ziegelsteinen mit sechs Wachtürmen umgeben. Innerhalb der Mauer wurden mehrere Wohngebäude und zahlreiche Alltagsgegenstände aus der Zeit Alexanders gefunden. Dazu zählten Geschirr, Flaschen und Vorratsgefäße. 2009 legten Archäologen des DAI eine Badewanne aus Ton frei, die den ersten Fund dieser Art in Zentralasien darstellt. Der Ausgrabungsstätte Kurgansol wird heute großes Gewicht beigemessen, da sie eines der wenigen erhaltenen Zeugnisse des Feldzuges Alexanders in Zentralasien darstellt und vor allem Rückschlüsse auf die Lebensweise der Eroberer und den kulturellen Austausch zwischen den Makedoniern und den Einwohnern der eroberten Gebiete zulässt.